# Srednjojužnoslavenski dijasistem
Srednjojužnoslavenski dijasistem ili dijasustav naziv je za skupinu genetski srodnih (međusobno razumljivih) narječja i dijalekata koji obuhvaćaju prostor srednjojužnoslavenskih jezika hrvatskog, srpskog, crnogorskog i bošnjačkog jezika. Narječja i dijalekti koji ulaze u ovaj sustav su: kajkavsko narječje, čakavsko narječje, torlačko narječje i štokavsko narječje sa svim pripadajućim dijalektima.
Pojam je politički neutralna novotvorenica Dalibora Brozovića prvi puta objavljena u njegovom radu Deset teza o hrvatskome jeziku iz 1971. godine, a predstavlja sustav dijalekata koji se prostire između slovenskoga i bugarsko-makedonske grane slavenskih jezika koji se učestalije naznačuje pojmom »srpskohrvatski«. Razlog kovanju novoga termina bila je »politička nekorektnost« pojma »srpskohrvatski jezik« u Hrvatskoj, kao i izostajanje iz naziva bošnjačkih i crnogorskih govora. Brozović je kategoriju stvorio prema leksičkim i gramatičkim obilježjima koja su uglavnom zajednička tim govorima. On se ujedno ne odnosi na standardni hrvatski, srpski, bošnjački i crnogorski jezik, koje Brozović naziva »standardnom novoštokavštinom«, već na nestandardne inačice govora – dijalekte, narječja i ostale varijetete.
Ranko Matasović kasnije je ustvrdio da nije postojao jedinstveni srednjojužnoslavenski jezik iz kojega su potekli svi dijalekti koje obuhvaća ovaj pojam, jednako kako nije postojao jedinstveni jezik iz kojega su potekli svi hrvatski dijalekti.